# Kolesnikovella
Kolesnikovella es un género de foraminífero bentónico de la subfamilia Angulogerininae, de la familia Uvigerinidae, de la superfamilia Buliminoidea, del suborden Buliminina y del orden Buliminida. Su especie tipo es Tritaxia elongata. Su rango cronoestratigráfico abarca el Eoceno.

## Discusión
Clasificaciones previas incluían Kolesnikovella en el suborden Rotaliina del orden Rotaliida.

## Clasificación
Kolesnikovella incluye a las siguientes especies:
- Kolesnikovella angusta †
- Kolesnikovella australis †
- Kolesnikovella elongata †
- Kolesnikovella limbata †
- Kolesnikovella zealandica †